# Chiesa dei poveri
Per "Chiesa dei poveri" si intende il movimento di pensiero che, a partire dal Concilio Vaticano II, ha spinto la riflessione e l'azione della Chiesa cattolica a ritrovare un coerente impegno di solidarietà con i popoli oppressi e a formulare quella che sarà chiamata "opzione preferenziale dei poveri".
Il gruppo nasce nel 1962 come gruppo extra aulam di padri conciliari sensibili al tema che si radunano inizialmente presso il Collegio Belga in via del Quirinale a Roma e prende il nome da una frase di papa Giovanni XXIII che nel radiomessaggio dell'11 settembre 1962 a un mese dal Concilio dice:
Il teologo padre Paul Gauthier (1914-2002), prete francese che, dopo essersi installato a Nazaret (Israele) con la sua famiglia religiosa per condividere la vita dei palestinesi più poveri è l'animatore del gruppo. Nel corso del Concilio scrive vari testi legati al tema e diffusi tra i padri tra cui il libro Jésus, l'Église, les pauvres (Parigi, 1963) (trad. it.: Gesù, la Chiesa e i poveri, Roma 1963).
Questo gruppo, secondo lo storico Denis Pelletier, all'inizio del Vaticano II, partendo dalla constatazione che il tema della povertà nella Chiesa non è nel programma conciliare, raccolse quarantacinque vescovi (quattro europei, venti latinoamericani, cinque asiatici e due canadesi) e si impegnò nel far pressione per una riforma della Chiesa in senso solidale, con una spiccata sensibilità terzomondista. La riflessione di Gauthier e dei suoi compagni si appoggiava sulla tradizione profetica della Bibbia ebraica e cristiana, e, in particolare, sulla testimonianza evangelica della vita di Gesù, che con il suo annuncio prepara e compie la liberazione degli oppressi. L'intuizione di fondo che ne veniva fuori era che i poveri potessero prendere coscienza dei loro diritti e della loro liberazione nel nome stesso della loro fede nel "Vangelo di liberazione".
Durante la seconda sessione del Concilio, Gauthier, come consigliere teologico del cardinale Pierre Gerlier, redasse l'intervento che questi presentò e che fu inserito nel n. 8 della costituzione dogmatica Lumen Gentium.
Gauthier scrisse ugualmente il Messaggio dei vescovi del Terzo Mondo ai loro popoli, firmato da quindici vescovi partecipanti al Concilio. Alla terza sessione, finalmente, questo sforzo portò i suoi frutti, nella redazione della Gaudium et Spes e di quei testi che, in seguito, avrebbero influenzato il magistero ufficiale, tanto che nel 1975 il papa Paolo VI affermò che:
Ripreso dall'Assemblea dei vescovi del CELAM a Medellín (Colombia) nel 1968 sotto l'espressione "opzione preferenziale dei poveri", fu sviluppata in America Latina, tra gli altri, dai teologi Gustavo Gutiérrez e Leonardo Boff, dando vita alla teologia della liberazione.
Resta fondamentale ricordare che la prima povertà è spesso quella spirituale, propria di molte anime che non conoscono nella propria vita la luce di Cristo.